# Astryda obodrycka
Astryda obodrycka (staronor. Astrid, Estrid) (ur. ok. 979, zm. ok. 1035) – królowa Szwecji, żona króla Szwecji Olafa Skötkonunga.
Według legendy została przywieziona do Szwecji jako łup wojenny. Bardziej prawdopodobne jest, że została oddana przez swojego ojca, wodza obodryckich Połabian, jako gwarancja pokojowa. Przypieczętowaniem umowy miało być jej małżeństwo, do którego wniosła duży posag. To jej zawdzięcza się wpływy słowiańskie w Szwecji w tamtym czasie. Jej mąż miał także kochankę o imieniu Elda, pochodzącą z tej samej części Europy i przywiezioną do Szwecji w tym samym czasie co Astryda. Król Olaf traktował obie kobiety na równi, a dzieci (syn i dwie córki) pochodzące ze związku z Eldą miały takie same przywileje jak dzieci Astrydy. Jednak Olaf ożenił się tylko z Astrydą i tylko ona była królową. Królowa Astryda została ochrzczona wraz z mężem, dziećmi i większością dworu w 1008. Po przyjęciu chrześcijaństwa przez rodzinę królewską król obiecał swobodę wyznawania religii, a Szwecja pozostała pogańska aż do wojny religijnej w latach 1084–1088.
Historyk Snorri Sturluson napisał, że królowa była nieżyczliwa w stosunku do dzieci swojego męża i Eldy (Emund, Astryda i Holmfrid):
Królowa Astryda była arogancka i niemiła w stosunku do swoich posierbiów i dlatego król wysłał swojego syna Emunda na Pomorze, gdzie był wychowywany przez krewnych swojej matki.
Niewiele jest wiadomo na temat jej osobowości. Snorri Sturluson wspominał, że była wielbicielką przepychu i luksusów.
Miała z Olafem dwoje dzieci:
- Anund Jakub – król Szwecji
- Ingegerda[3] – żona Jarosława Mądrego